# Пауль Грайфцу
Пауль Грайфцу (нем. Paul Greifzu-Stadion) — футбольный стадион с беговыми дорожками в городе Дессау-Рослау в немецкой земле Саксония-Анхальт. Вместимость стадиона составляет 20 000 человек. Арена расположена у реки Мульде.

## История
Стадион был открыт в октябре 1952 года. Он был назван в честь автоспортсмена Пауля Грайфцу, погибшего в результате несчастного случая на тренировке в Дессау в мае 1952 года. Изначально стадион вмещал 35 000 мест и на нём проводились региональные футбольные чемпионаты. Во времена ГДР состояние стадиона постепенно приходило в упадок. Только в середине 1990-х администрация города заказала технико-экономическое обоснование реконструкции стадиона. Здание было отремонтировано и расширено. Модернизация началась в 1997 году со строительства новой скейт-трассы. Существенным нововведением стало строительство полноценного легкоатлетического комплекса.
Чуть позже была установлена современная система прожекторов с освещенностью 1823 лк. В 2002 году спортивный комплекс получил новую западную трибуну на 2 048 крытых мест. В 2004 году, под восточной трибуной были построены конференц-залы. Всего с 1996 года в реконструкцию стадиона было вложено около 6,7 млн евро.
В 2004 году на стадионе Пауль Грайфцу домашний матч кубка Германии провела мюнхенская «Бавария». Кроме того, в 2006 и 2007 годах «Атлетико Мадрид» и «Лидс» принимали участие в товарищеских матчах против «Энерги Котбус».
Стадион был одним из двенадцати мест проведения чемпионата Европы по футболу среди юношей до 17 лет, который проходил в Центральной Германии в 2009 году.

## Фотогалерея
- Вход на Людвигсхафенерштрассе
- Стадион в 1953 году